# Сеговийский договор
Сеговийский договор (исп. Concordia de Segovia) — договор, подписанный 15 января 1475 года между Исабель I, королевой Кастилии и её мужем, Фернандо II королём Сицилии и принцем Жироны. Этот договор закрепил права Фернандо в королевстве Кастилия.

## Взошествие Исабель на кастильский трон
Энрике IV умер 11 декабря 1474 года в Мадриде. Новость вскоре достигла Сеговии, где находилась Исабель, но её муж находился в отъезде, в Арагоне. 13 декабря Исабель провозгласила себя королевой и владелицей королевства и Фернандо, как своего законного супруга в качестве свершившегося факта, чтобы избежать переговоров и уступок её племяннице Хуане, в обмен на признание в качестве королевы, потому что ситуация с наследованием короны была неоднозначной. В качестве свершившегося факта Исабель как королева Кастилии известила об этом города, имеющие представительство в кортес. На поспешной коронации присутствовало несколько малозначительных дворян, и не было ни одного испанского гранда. Однако на церемонии провели древний ритуал: перед молодой королевой пронесли меч правосудия, который держали за острый конец, подняв его кверху, что символизировало угрозу кары для вассалов. Традиционно это предназначалось для короля и стало оскорблением для Фернандо, который, узнав об этом, немедленно отправился в Сеговию.
2 января 1475 года Исабель приняла своего мужа в Сеговии со всеми почестями, однако как законного супруга, то есть лишь консорта, но не правящего короля. После церемонии между супругами состоялся спор о правах короля в Кастилии. Он настаивал на приоритете своих прав в силу того, что был наиболее прямым мужским наследником дома Трастамара и что мужья всегда имели свободное право распоряжаться владениями своей супруги, поэтому Фернандо должен быть правящим монархом. В ответ на эти притязания Исабель сослалась на соглашение, заключённое в Сервере 5 марта 1469 года ещё до брака, — целью последнего было установить права каждого из будущих супругов. Договор заметно ограничивал права Фернандо, а именно: любой документ, подписанный им, должна была скрепить подписью и его супруга; будущий король мог покинуть территорию Кастилии лишь с согласия своей жены; любая инициатива, предложенная им, должна была получить её согласие. Исабель также настаивала на своих правах в силу того, что в отличие от Арагона, в Кастилии не действовал Салический закон и женщины имели полное право наследовать корону. Кроме того, она обратила внимание мужа на то, что у них самих нет мужского потомства (на тот момент Исабель и Фернандо имели лишь дочь, Исабель) и если бы в Кастилии было Салическое право, то иностранный принц, женившись на их дочери, мог оставить её без королевства, и таким образом оно действовало бы против их собственного потомства.
Историк Эрнандо дель Пульгар с удовлетворением заключает: «Король выслушал доводы королевы, признал, что они обоснованы и объявил о своём согласии; и отныне он и она принимали решения, не тратя времени на споры».
Роль Фернандо, сына Хуана II Арагонского в Кастилии видели как нового Арагонского инфанта, рода, который участвовал в дворянских заговорах в правление Хуана II Кастильского и знать, сражавшаяся с ними ожидала возможных репресалий со стороны нового монарха, поэтому была заинтересована в ограничении власти короля и решила препятствовать ему иметь право жаловать должности и титулы.

## Соглашение в Сеговии
Архиепископ Каррильо и кардинал Мендоса составили документ, датированный 15 января.
В соглашении подтверждалось, что Исабель будет единственной владелицей королевства, как единственная наследница и в случае её смерти, её титулы переходили к её прямым потомкам. Фернандо принимал титул короля, а не оставался консортом. На монеты и печатях будет указаны имена обоих, имя короля будет стоять первым, но герб королевы будет перед гербом короля. Доходы Кастилии преимущественно идут на обеспечение нужд администрации (оплату чиновникам, обязательства) а остаток будет употребляться по общему согласию. Исабель назначает военных (комендантов крепостей) и гражданских должностных лиц королевства по своему усмотрению она же их и освобождает от должности. Те же должности, что остались вакантными Фернандо может распределять по своему усмотрению. Только Исабель устанавливает пожалования и должности. Майораты, церковные бенефиции (епископства, приораты и аббатства), жалуют оба, но «с её согласия». Оба монарха будут вершить правосудие находясь вместе и каждый отдельно, когда находятся в разных местах. Таким же образом будет осуществляться назначение коррехидоров. Каждый указ будет подписываться обоими монархами, но скрепляться одной общей печатью.

## Значение
Договор был не столько соглашением между супругами, сколько между соперничающими политическими группировками и был составлен таким образом, чтобы гарантировать кастильским дворянам невмешательство арагонцев в управление королевством. Договор также установил политическое единство между монархами, чтобы нейтрализовать любые политические интриги и предотвратить возможные недоразумения между ними.

Исабель не уступила ничего из своих прав и принципов, она была и продолжала быть единственным сувереном Кастилии, однако на практике Фернандо получил полную власть.
Королевская пара всегда будет действовать сообща, поэтому сегодня даже историки не могут сказать точно, что из великих достижений правления следует приписать Фернандо, а что — Исабель. В одном их мнения совпадают: внешняя политика и военные действия находились в ведении Фернандо, а внутренняя политика была уделом Исабель, хотя, по правде говоря, довольно сложно очертить те области, в которых каждый из них действовал самостоятельно — настолько полным оказывается сходство их действий в больших и малых делах.
28 апреля, накануне войны за наследство Исабель издала документ в котором дала Фернандо право осуществлять все властные функции, на которые она сама имела право. Это сделало Фернандо фактическим королём Кастилии и отменило Сеговийский договор в отношении разделения властей, но оставив в силе положения о наследовании.
После смерти Хуана II Арагонского ему наследовал Фернандо. 14 апреля 1481 года кортес в Калатаюде предоставили его жене, Исабель, те же права, которые он принял 28 апреля 1475, признав её соправительницей и властительницей Короны Арагона. Хоть из этого явствовало что документ был не доверенностью, а признанием без ограничения по времени, тот факт, что в 1488 году в Валенсии Фернандо предоставил Исабель Генеральное Наместничество над государствами Короны Арагона, и что в официальных документах не фигурирует имя королевы, даёт понять что это были полномочия зависящие от обстоятельств.

## В культуре
- Подписание договора и обстоятельства, предшествовавшие этому показаны в первой серии второго сезона сериала «Исабель» (2013 г.)